# Бонго (музыкальный инструмент)

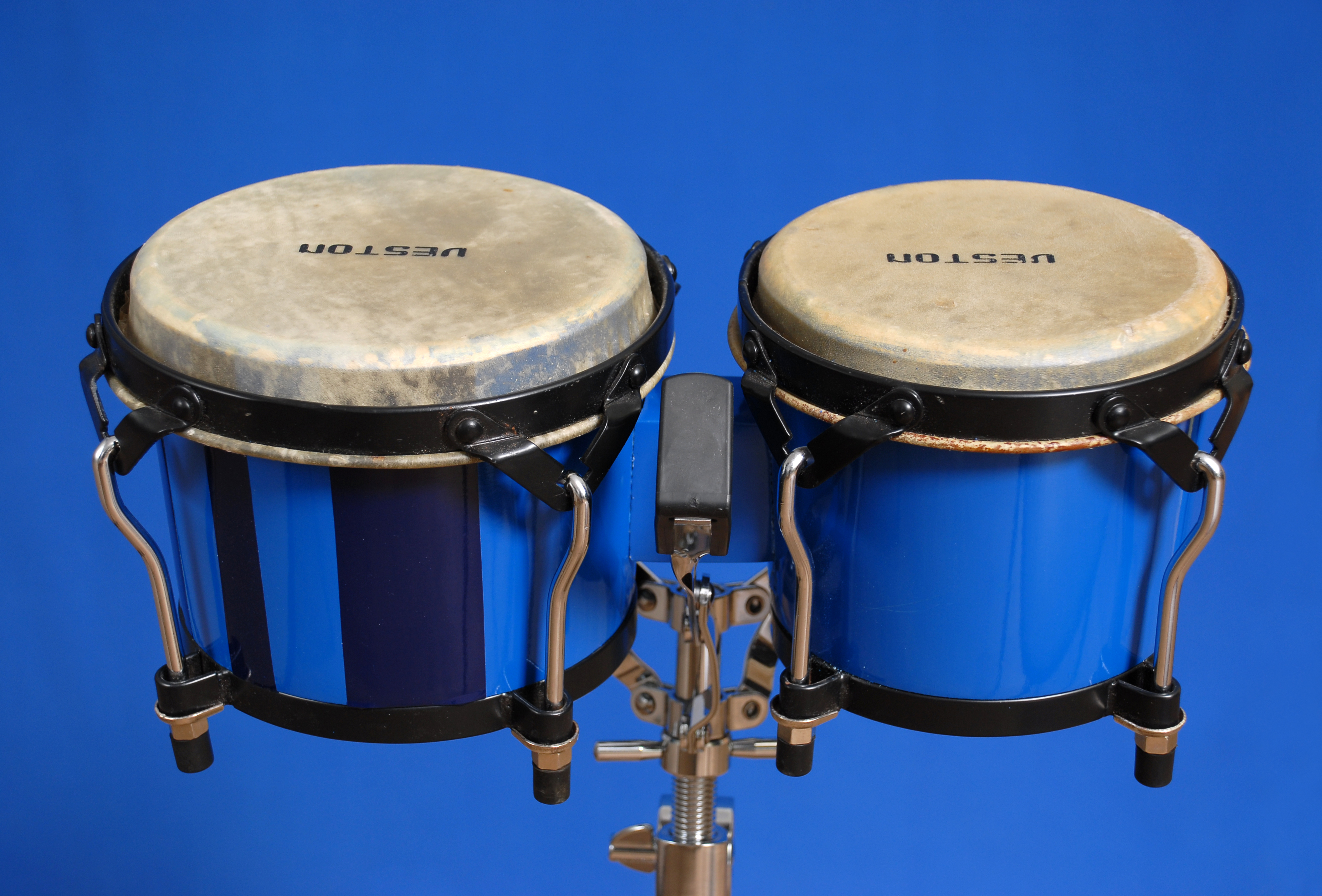
Современные бонги на стойке

Бонго́ (исп. bongó), бонги — небольшие кубинские парные барабаны, на которых играют сидя, зажав между коленями.  Удары наносят пальцами и ладонями.

## История

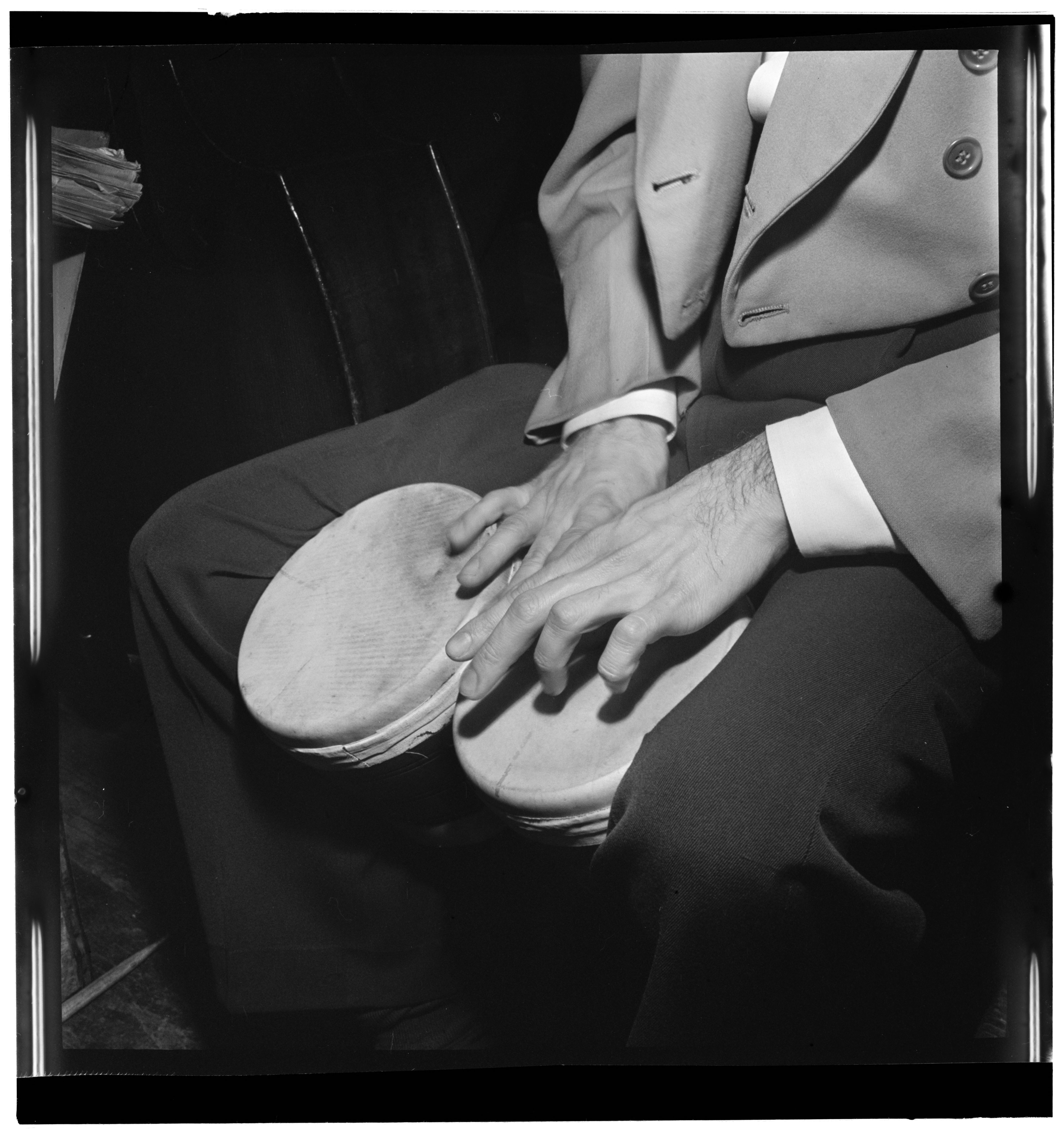
Традиционные бонги (1947 год)

Бонго появились в конце XIX века в восточном регионе Кубы Орьенте. Они были созданы потомками африканских рабов, завозимых испанцами на острова Карибского моря со второй половины XVI века. Широкое распространение на Кубе бонго получили в начале XX века при исполнении танцевальной музыки в стиле сон. Пик мировой популярности пришёлся на 1940—1950-е годы вместе с танцем мамбо.

## Описание
Инструмент состоит из малого и большого барабанов, соединённых вместе. Малый барабан называется ма́чо (от исп. macho — мужчина), большой — э́мбра (hembra — женщина). Корпус (ка́дло) барабанов слегка заужен книзу, открытый, высотой 17—22 см.
Примерный диаметр мембраны — 7 и 8 дюймов (малый и большой барабан), на уменьшенных моделях — 6 и 7 дюймов. На традиционных бонго кожаная мембрана имеет постоянное соединение с корпусом. Повышение высоты их звучания осуществляется путём нагревания мембраны над огнём. На современных бонгао натяжение кожаной или пластиковой мембраны регулируется при помощи системы винтов.
На бонго играют сидя, зажав их между коленями, или стоя, закрепив барабаны на специальной подставке. Малый барабан располагается слева, большой — справа со стороны игрока.
Основной вид ритма, исполняемого на бонго, называется марти́льо (martillo — молоток). Он используется при исполнении танцевальной музыки в стиле (в порядке ускорения ритма) болеро, гуахира фламенко, ча-ча-ча, сон монтуно, сон, сальса, мамбо и некоторых других. Кроме кубинской музыки бонго применяются в доминиканской бачате.

Мартильо. П — палец правой руки, В — верх левой кисти, Н — низ левой кисти с большим пальцем, ПО — открытый удар пальцем правой руки по большому барабану. [https://www.youtube.com/watch?v=Lc9-KlNd0_s&t=782s Прослушать

Иногда бонгами условно называют пару самых маленьких, соединённых между собой том-томов (без нижней мембраны), использующихся в составе ударной установки.